# Unión bancaria de la Unión Europea
La unión bancaria en la Unión Europea es la transferencia de la responsabilidad relativa a la política bancaria de un nivel nacional/estatal a uno supranacional por varios Estados miembros de la Unión Europea, iniciada en 2012 como respuesta a la crisis del euro. La motivación detrás de la unión bancaria hay que encontrarla en la fragilidad de numerosos bancos de la Eurozona y la identificación de un círculo vicioso entre las condiciones crediticias de esos bancos y la solvencia soberana de sus respectivos países de origen. En varios Estados, la deuda privada surgida a raíz del boom inmobiliario se transformó en deuda pública debido al rescate del sistema financiero y las respuestas de los Gobiernos a la ralentización económica posterior. La unión bancaria se ideó como una respuesta política para romper este círculo vicioso.
La unión bancaria la conforman principalmente dos pilares, el Mecanismo Único de Supervisión y el Mecanismo Único de Resolución, sobre la base de un "single rulebook" (código normativo único), es decir, una regulación financiera común.